# Barbara Sotelsek

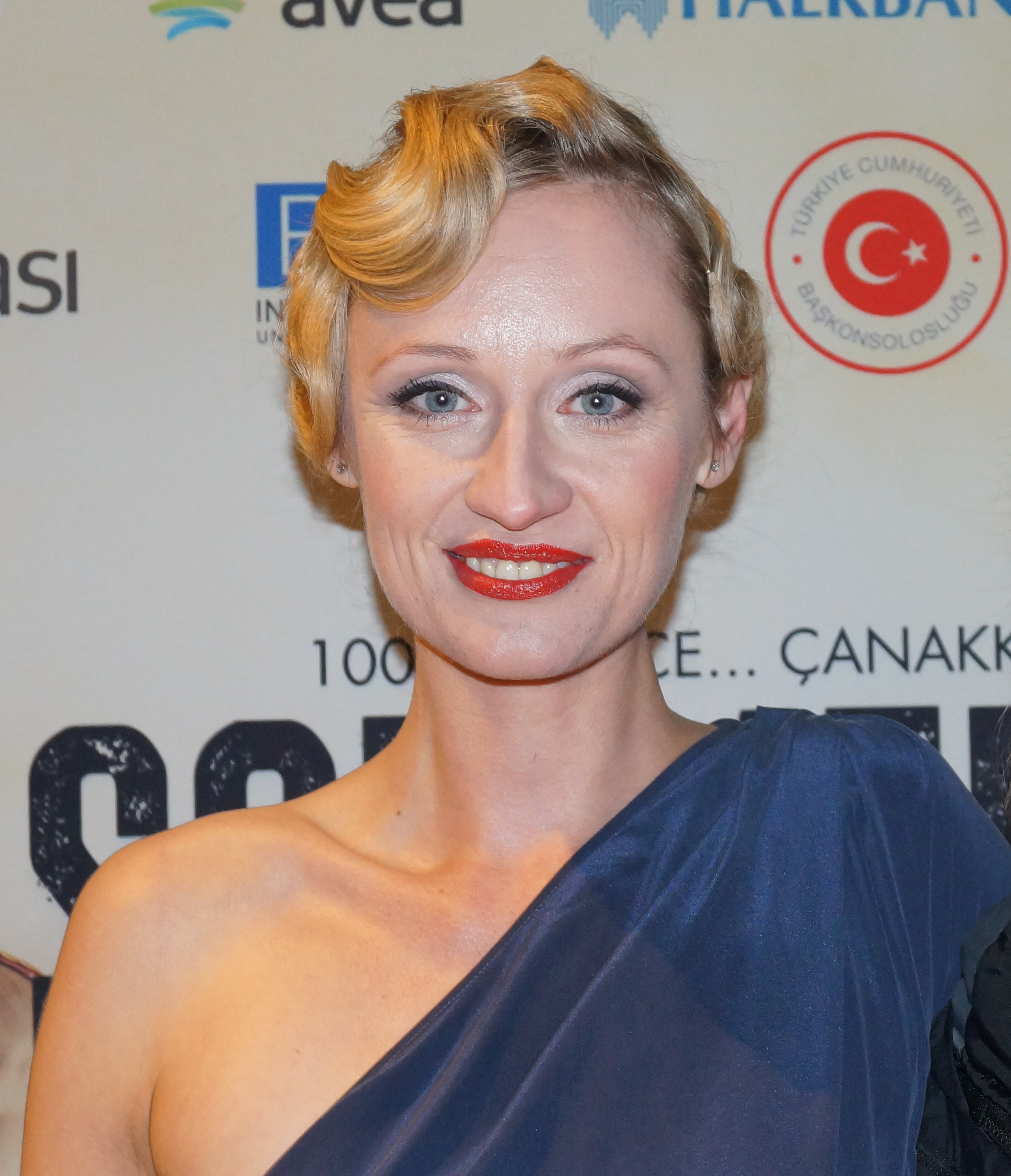
Barbara Sotelsek bei der Premiere von "Son Mektup", im Cinedom Köln, am 19. März 2015

Barbara Sotelsek  (* 14. März 1974 in Bregenz, Vorarlberg) ist eine österreichische Schauspielerin.

## Leben und Karriere
Nach einer Schneider-Fachausbildung arbeitete Sotelsek als Kostümbildnerin für verschiedene Theaterproduktionen. Ihre private Schauspielausbildung begann sie 1994 bei Alexander Kubelka, Klaus Ofzarek, Willy Höller und A. Greenwood. Es folgten Theaterproduktionen in Zürich und Wien. 2000 wurde sie Ensemblemitglied des Theaters in der Josefstadt in Wien.
Ihre erste Fernsehrolle hatte Sotelsek 2000 in der Serie Kommissar Rex. Gemeinsam mit ihrer Tochter zog sie 2002 von Wien nach Berlin, wo sie für ihre Rolle der Alexandra „Sascha“ Mehring in der Serie Hinter Gittern – Der Frauenknast von 2002 bis 2004 vor der Kamera stand. Danach synchronisierte sie Hörbücher und spielte im Kinofilm Zara (2007) die Rolle der Nursa. Außerdem wirkte sie in Kurzfilmen wie Brandstifter und Halber Mensch mit. Im Sommer 2009 spielte sie in einer Folge der Inga-Lindström-Produktion des ZDF mit. Im gleichen Jahr spielte sie in Wien in dem Theaterstück Der Anschlag. 2010 war sie dort in dem Theaterstück Ein Kind unserer Zeit zu sehen. Von 2010 bis 2011 war sie in der Serie Hand aufs Herz zu sehen. Im September 2011 hatte sie einen Gastauftritt über mehrere Folgen in der Serie Anna und die Liebe. Von Januar 2015 bis Januar 2016 war sie in der Daily Soap Alles was zählt als Sonja Brück zu sehen.
Sie ist mit ihrem Schauspielkollegen Carsten Clemens liiert.

## Filmografie (Auswahl)
- 2001: Kommissar Rex (Fernsehserie, eine Episode)
- 2002–2004: Hinter Gittern – Der Frauenknast (Fernsehserie, 57 Episoden)
- 2009: Zara
- 2009: Brandstifter (Kurzfilm)
- 2009: Inga Lindström – Das Herz meines Vaters
- 2010–2011: Hand aufs Herz
- 2013: Paul Kemp – Alles kein Problem (Fernsehserie, eine Episode)
- 2013: Alarm für Cobra 11 – Die Autobahnpolizei (Fernsehserie, eine Episode)
- 2014: Der Bergdoktor (Fernsehserie, eine Episode)
- 2015–2016: Alles was zählt
- 2015: Hanna Hellmann – Geheimnisse der Berge (Fernsehserie, eine Episode)
- 2016: SOKO Wismar – Numerus Clausus
- 2017: SOKO Leipzig – Wer Wind sät
- 2018: SOKO Hamburg – Mitten ins Herz
- 2018: Killing Eve (Staffel 1, 3. Episode)
- 2021: SOKO Donau: Mannschaftsgeist (Fernsehserie)
- 2022: SOKO Köln: Eingeschüchtert (Fernsehserie)
- 2023: Schnell ermittelt: Nadja Brugger (Fernsehserie)